# District de Panji
Pour les articles homonymes, voir Panji (homonymie).
Le district de Panji (潘集区 ; pinyin : Pānjí Qū) est une subdivision administrative de la province de l'Anhui en Chine. Il est placé sous la juridiction de la ville-préfecture de Huainan.